# Strzelanina w O.K. Corral
Strzelanina w O.K. Corral – słynna na całym Dzikim Zachodzie i poza nim, strzelanina z 26 października 1881 w miasteczku Tombstone (obecnie stan Arizona).
Faktycznie bitwa nie rozpoczęła się w zagrodzie O.K. Corral, tylko przy tylnym wejściu na dziedziniec, a skończyła na Fremont Street. Głównymi stronami konfliktu byli reprezentujący prawo (każdy jako United States Deputy Marshal) bracia Earp (Wyatt, Virgil, Morgan przy pomocy rewolwerowca, dentysty Doca Hollidaya) oraz bracia Clanton (Ike i Billy) i McLaury (Tom i Frank).

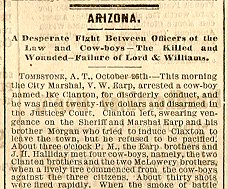
Wycinek z gazety informujący o strzelaninie

Powodem potyczki były przestępcze działania w mieście tzw. The Cowboys, w skład których wchodzili m.in. bracia Clanton. Podczas całej strzelaniny, która trwała około 30 sekund, oddano 30 strzałów. 3 z nich zabiły Billy'ego Clantona i braci McLaury. Ranni zostali Virgil i Morgan Earp oraz Doc Holliday. Wyatt oraz Ike wyszli bez szwanku z potyczki.
Po strzelaninie odbył się proces braci Earp oraz Hollidaya, lecz zostali oni uniewinnieni. Na procesie tym bandę The Cowboys reprezentował Ike Clanton.